# قصر لوكسمبورغ
قصر لوكسمبورغ يقع في العاصمة الفرنسية باريس ويعود تاريخ بنائه لعام 1620 م وبني من أجل والدة الملك لويس الثالث عشر وهو المقر الرسمي لمجلس الشيوخ الفرنسي.

## تاريخ

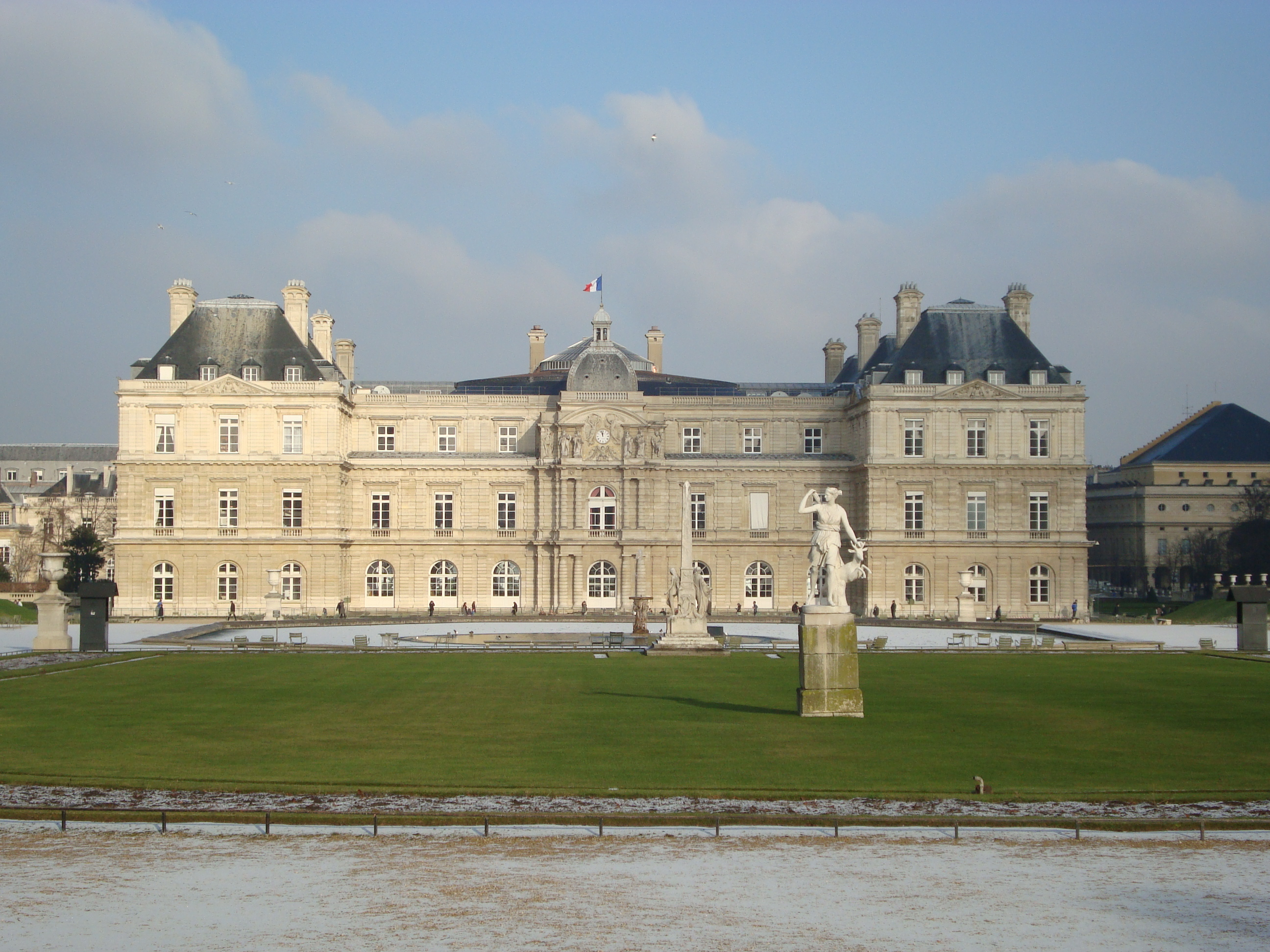
لوكسمبورغ قصر

لابد أن يُسمّى قصر لوكسمبورغ بالفندق المبنيّ في منتصف القرن السَّادس عشر XVIe siècle والذي تنتمي إلى فرانسوا دي بيني، دوق لوكسمبورغ.
اشترت الوصيّة على العرش ماري دي ميديسيس ريجنت الفندق والمنطقة المُسمّاة «لوكسمبورغ» في عام 1612 وأمرت المهندس المعماري سالومون دي فرجونة بإنشاء قصر في عام 1615. وفي عام 1625 انتقلت إلى هناك قبل الانتهاء. كان الجانب الأيمن من القصر محجوزًا للملكة الأم، أمّا الأيسر منه فكان لابنها الملك لويس الثالث عشر. وقد طُلِبَ من روبنز مجموعة من اللوحات لكل شقة لكن لم يتم تنفيذ الا 13 منها فقط لمسكن دي ميديسيس ماري. وهنًّ معروضات الآن في متحف اللوفر.
وانتُهيَ من البناء في عام 1631 ولكن ماري دي ميديسي خرجت منه في العام نفسه، منفيّةً بأمر من ابنها عقبَ «يوم من السذج.»
عند وفاتها عام 1642 ورث المنطقة طفلها المفضلة وثاني أبنائها جاستون دوق أورليان، الشقيق الأصغر للملك لويس الثالث عشر. وانتقل القصر مُتوارثًا إلى أرملته مارجريت لورين، ثم إلى ابنته الكبرى دوقة Montpensier، التي باعته لشقيقتها الصغرى، دوقة ستار 1660 هذه الأخيرة قامت بالتنازل عنه لابن عمّها الملك في عام 1694.
في عام 1715 عاد لوكسمبورغ للوصيّ على العرش فيليب دورليان، الذي تخلّى عنه لبناته، الدوقة بيري وملكة إسبانيا الأرملة. وتوفيت الأخيرة هناك في عام 1742.

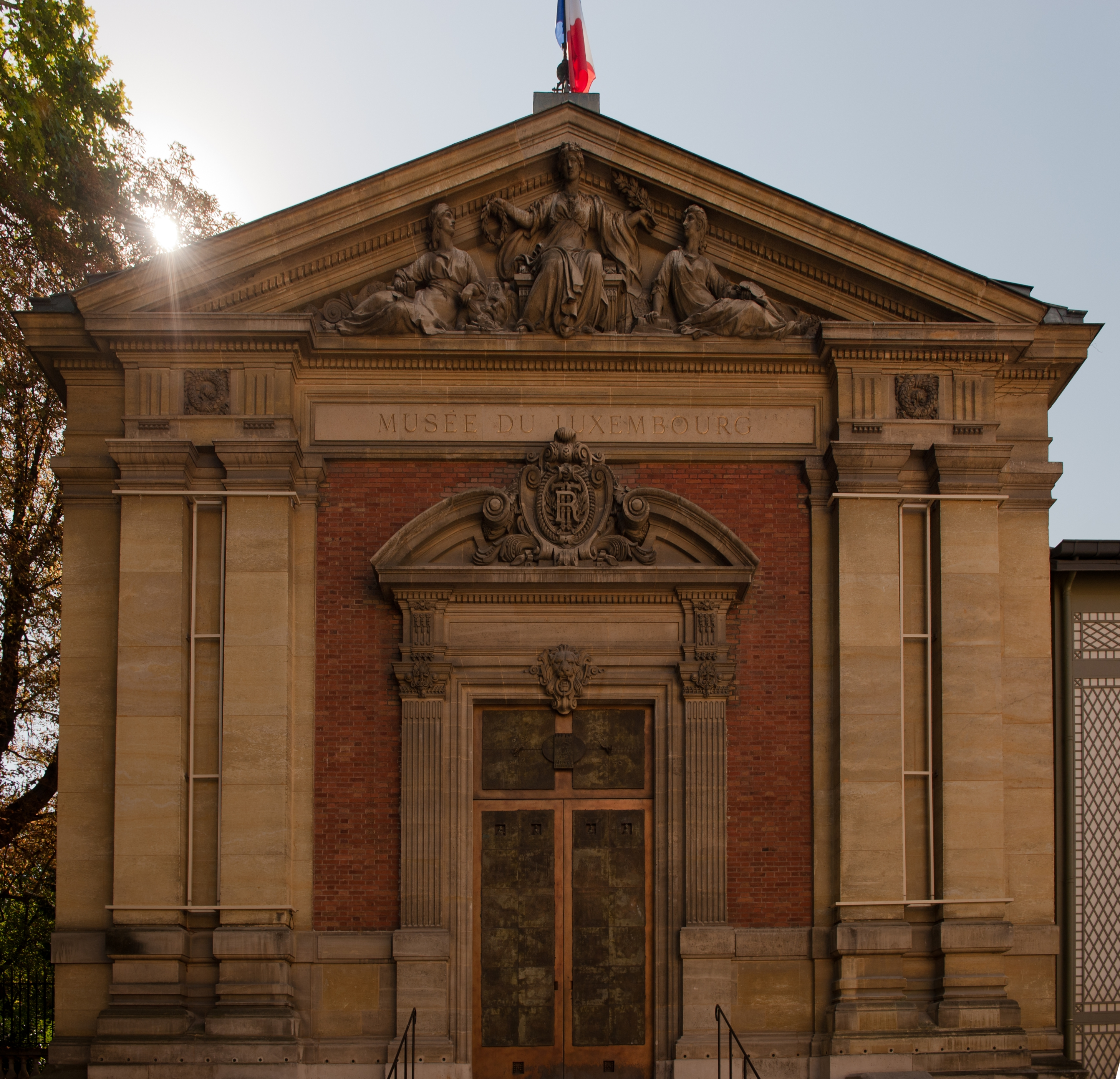
المدخل إلى متحف لوكسمبورغ دو - شارع دي Vaugirard

في 14 من تشرين الأول لعام 1750  افتتح المعرض الملكي للرسم في قصر لوكسمبورغ بمبادرة من تشارلز فرانسيس بول لو نورمنت دو تورنيم، مدير مباني المَلك، في نفس موضع معرض ماري دي ميديسي، في الجناح الشرقي لقصر لوكسمبورغ. عُرضَ فيه مجموعة مختارة من «لوحات الملك» بالقرب من مجموعة روبنز، إن هذا المتحف للفنون هو المتحف الأول المفتوح للعامّة في فرنسا، الذي يسبق إنشاء متحف اللوفر في عام 1793. إن تراث المتحف لايزال موجودًا في متحف لوكسمبورغ الحالي.
ووفقًا للمرسوم الصادر في ديسمبر عام 1778 منح الملك لويس السادس عشر المنطقة والقصر لأخيه كزافييه ستانيسلاس لويس، بصكّ زيادة إقطاعية. بعد هروبه في عام 1791 أعلن قصر لوكسمبورغ بأنه «ملكية وطنية».
يصبح «لوكسمبورغ» سجنًا أثناء الإرهاب قبل أن يتأثّر بحكومة المديرين في عام 1795 في نهاية عام 1799، استبدلت حكومة المديرين بمجلس الشيوخ المحافظين، الجمعية التي أنشأها دستور العام الثامن. في عام 1814 منح القصر لمجلس اللوردات. وعقب ذلك، حرس نزعته البرلمانية، ما عدا بعض فترات قصيرة.
أصبح الفندق القديم، مايمسى الآن بلوكسمبورغ الصغير، المقر الرسمي لرئيس مجلس الشيوخ منذ عام 1825. مبنى الحقوق، المعروف أيضًا باسم فندق مجلس الرئاسة، يحتوي على مكتبه وموظفيه وصالاته وغرفة طعامه الخاصة. مبنى الجهة اليسرى، ويسمّى صالونات Boffrand، يحوي غرف الطعام وصالات كبرى للحفلات التي يستضيفها الرئيس أو مجلس الشيوخ لاستقبال الشخصيات الأجنبية.

## معرض

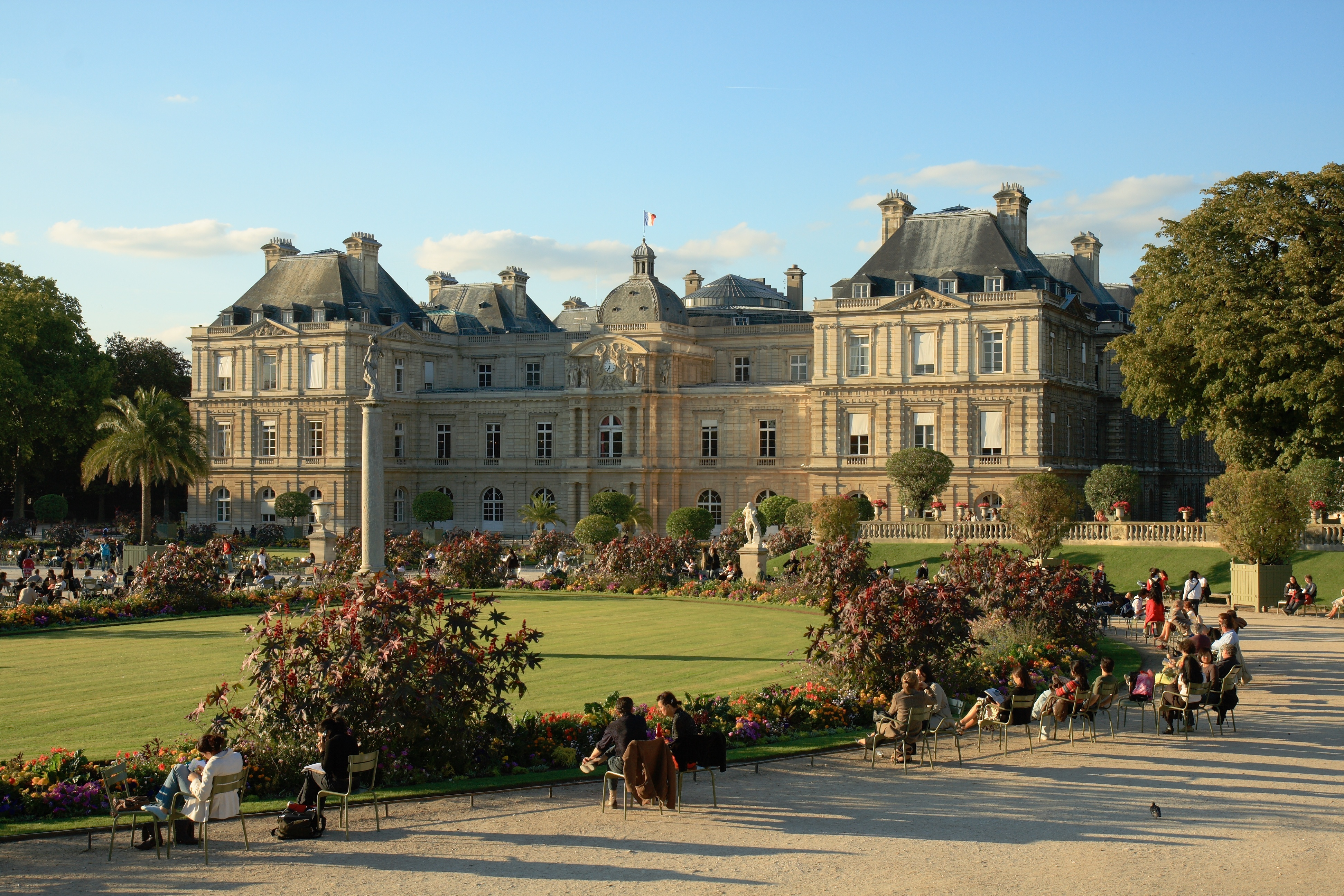
قصر لوكسمبورغ
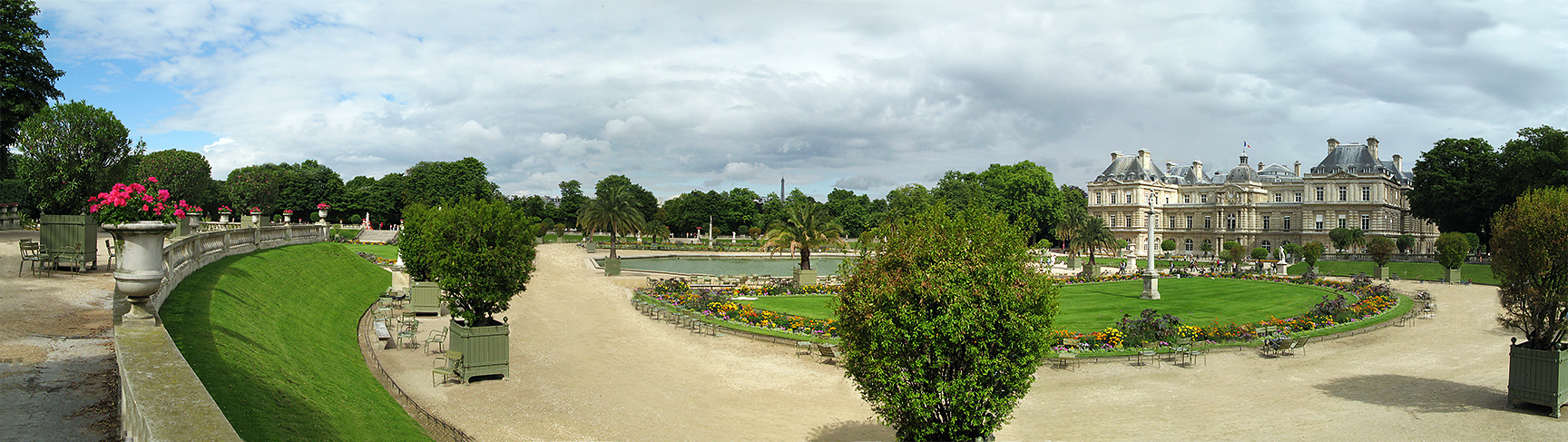
منظر جانبي لقصر لوكسمبورغ
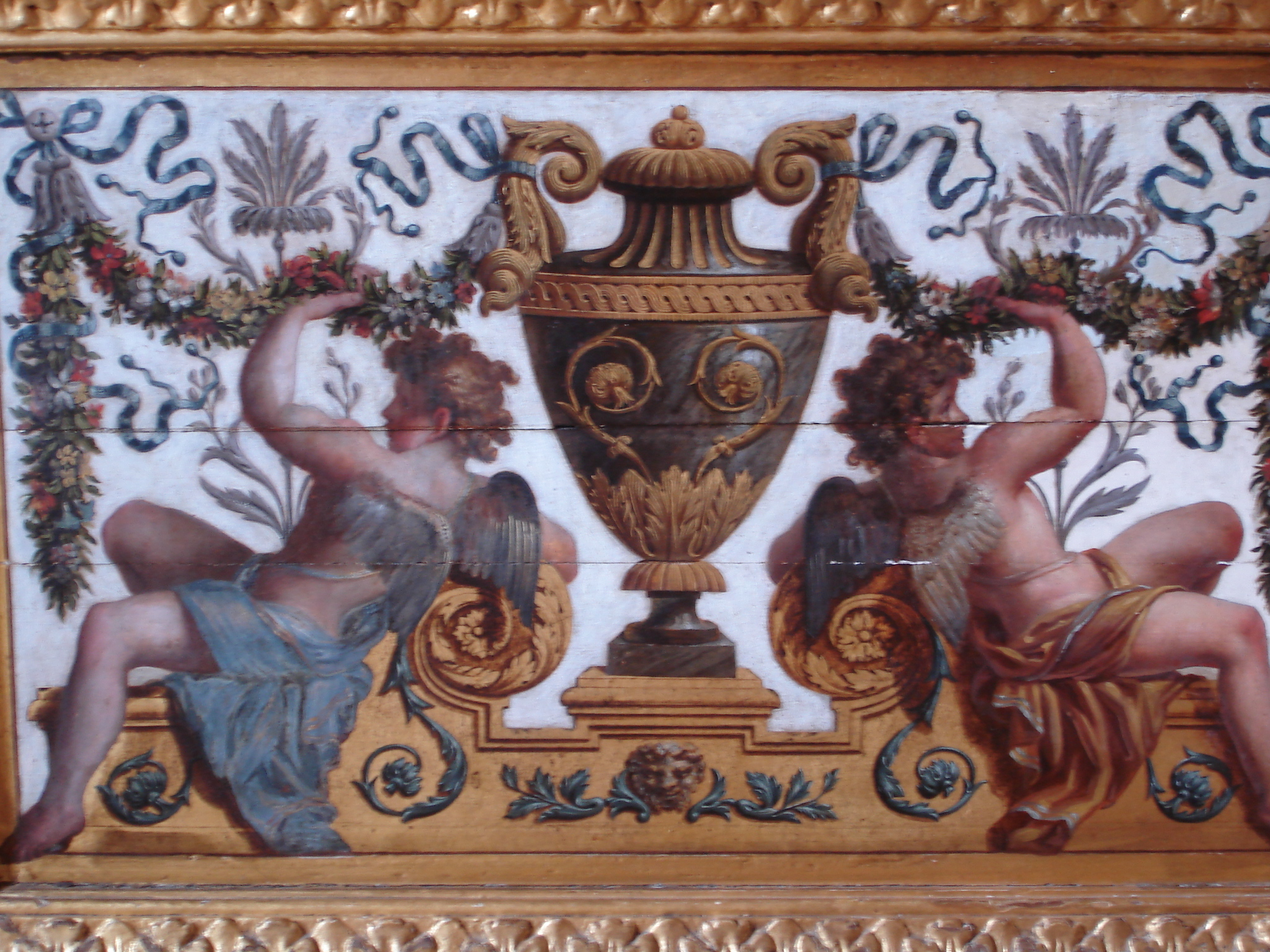
طاولة من خزف
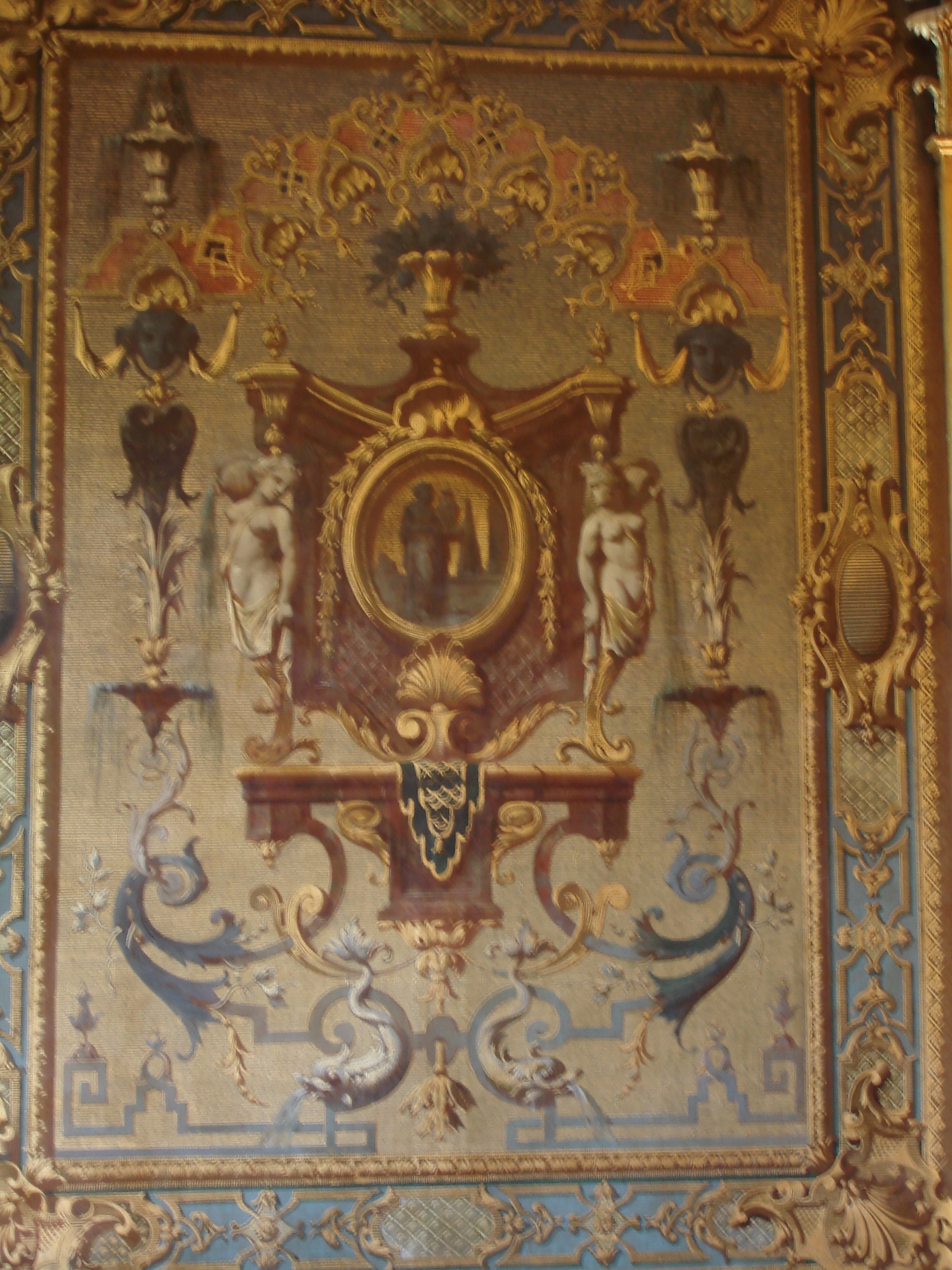
نسيج
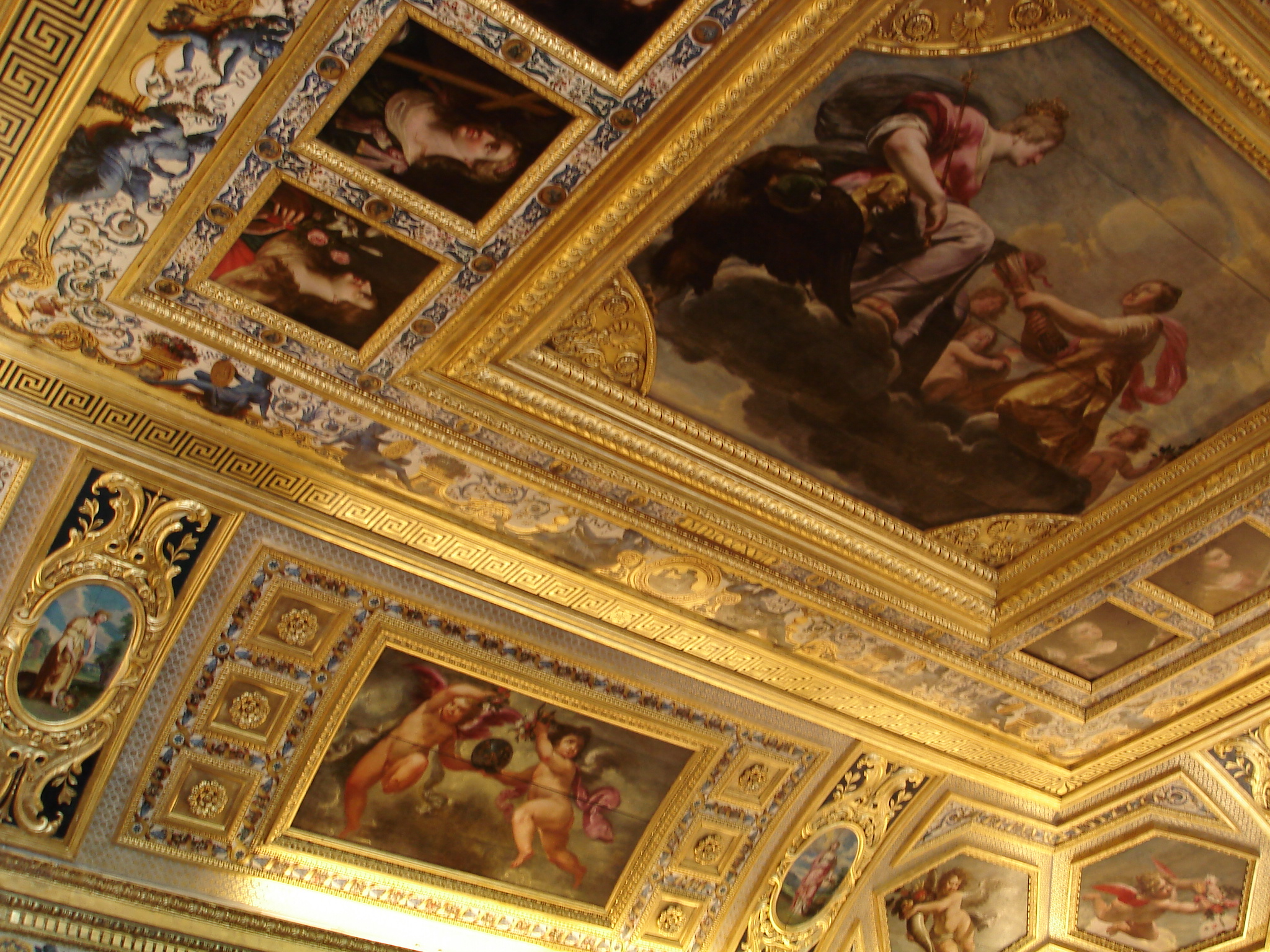
معاينة اللوحات والأعمال الخشبية في غرفة من دفتر الزوار
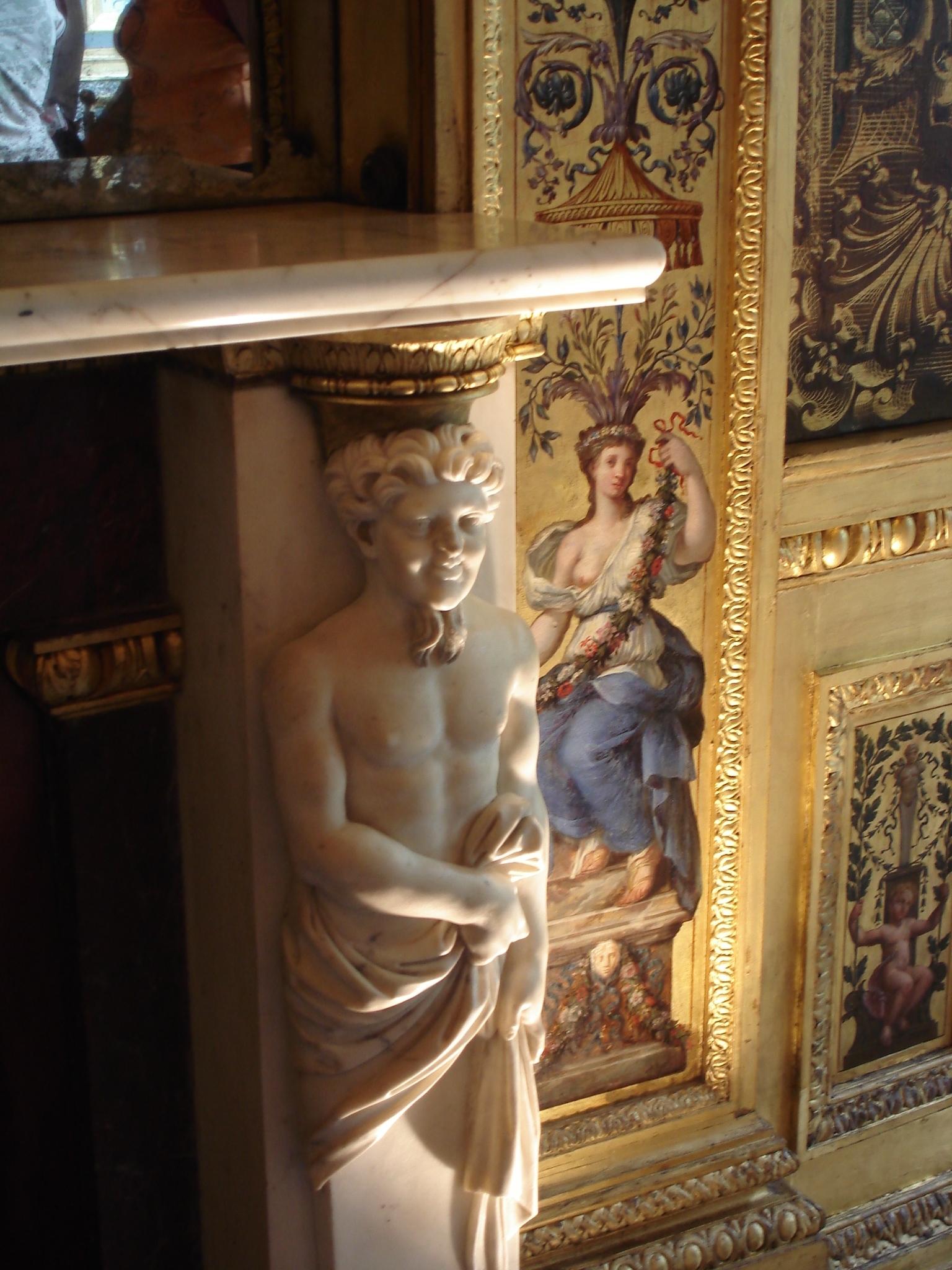
مبلغ لإطلاق النار مع تمثال للشيطان

## مقالات ذات صلة
- حديقة اللوكسمبورغ
- مجلس الشيوخ الفرنسي
- قائمة قصور باريس

## روابط خارجية
- الموقع الرسمي لمجلس الشيوخ الفرنسي.
  - بوابة قصر اللوكسمبورغ.
  - زيارة افتراضية لقصر اللوكسمبورغ.
  - صور للقصر والحديقة.